# Liste der denkmalgeschützten Objekte in Maria Alm am Steinernen Meer
Die Liste der denkmalgeschützten Objekte in Maria Alm am Steinernen Meer enthält die 9 denkmalgeschützten, unbeweglichen Objekte der Gemeinde Maria Alm am Steinernen Meer.

## Denkmäler
| Foto |                 | Denkmal                                                                   | Standort                                | Beschreibung | Metadaten |
| ---- | --------------- | ------------------------------------------------------------------------- | --------------------------------------- | --- | --- |
| ja   | Datei hochladen | Kath. Pfarrkirche hl. Maria und Friedhof HERIS-ID: 53327 Objekt-ID: 61246 | Am Kirchplatz 1 Standort KG: Alm        | Das Alter der Kirche ist nicht genau festzulegen. Tatsache ist, dass sie mit Sicherheit bereits unter Erzbischof Pilgrim II. existiert haben muss, da diese sie in seinem Lehensbuch 1374 erwähnt. 1429 wurde der Kirche von Papst Martin V. ein eigenhändig geschriebener Ablassbrief ausgestellt. Das Hauptschiff der heutigen Kirche wurde um 1500 neu gebaut und 1508 von Bischof Berthold Pürstinger geweiht. Aus dieser Zeit stammt auch der schlanke, an der Westseite stehende Kirchturm. Er ist mit 83 Metern der höchste im Land Salzburg (die Domtürme zu Salzburg haben nur 82 m). Die Glockenstube zeigt die Jahreszahl 1518.                                            | BDA-Hist.: Q38056702 Status: § 2a Stand der BDA-Liste: 2025-06-30 Name: Kath. Pfarrkirche hl. Maria und Friedhof GstNr.: .38/1, 100/2 Pfarrkirche (Maria Alm) |
| ja   | Datei hochladen | Gasthaus, Almerwirt HERIS-ID: 36366 Objekt-ID: 35232                      | Bachstraße 31 Standort KG: Alm          | Der Almerwirt besitzt ein Kielbogen-Portal aus 1530 mit ausgeschnittenen, bemalten Pfetten. Die Fenster haben Stuckumrahmungen in Rokoko und über dem Eingang ein Fresko der Almer Muttergottes. | BDA-Hist.: Q37969877 Status: Bescheid Stand der BDA-Liste: 2025-06-30 Name: Gasthaus, Almerwirt GstNr.: .26/1 Almerwirt                                       |
| ja   | Datei hochladen | Pfarrhof HERIS-ID: 52747 Objekt-ID: 60323                                 | Pfarrhofweg 1 Standort KG: Alm          | Ursprünglich (um 1540) war das spätere Mesnerhaus das Pfarrhaus. Erst um 1740 wurde der jetzige Pfarrhof in seine heutige Form als zweistöckiges Haus gebracht. Wegen der Wallfahrer waren immer wieder auch fremde Priester unterzubringen, weshalb das Haus so großzügig ausfiel. In ihm wird eine kostbare Bibliothek mit Werken aus dem 16. Jahrhundert, mit Holzschnitten und Kupferstichen, aufbewahrt. 1955 wurde der Pfarrhof neuzeitlichen Anforderungen angepasst. | BDA-Hist.: Q38053910 Status: § 2a Stand der BDA-Liste: 2025-06-30 Name: Pfarrhof GstNr.: .15 Pfarrhof (Maria Alm)                                             |
| ja   | Datei hochladen | Mesnerhaus HERIS-ID: 52748 Objekt-ID: 60324                               | Pfarrhofweg 2 Standort KG: Alm          | Das jetzige Mesnerhaus war ursprünglich - bis etwa 1540 - der Pfarrhof. Erst mit der Neuerrichtung des Pfarrhauses wurde das Vikarhaus zum Mesnerhaus, was es auch heute noch ist. | BDA-Hist.: Q38053930 Status: § 2a Stand der BDA-Liste: 2025-06-30 Name: Mesnerhaus GstNr.: .16 Mesnerhaus (Maria Alm)                                         |
| ja   | Datei hochladen | Gastegkapelle HERIS-ID: 53328 Objekt-ID: 61247                            | Standort KG: Alm                        | Die Gastegkapelle steht an der alten Straße nach Saalfelden auf einer kleinen Anhöhe. Sie hat einen achteckigen Grundriss. Bereits 1546 soll hier eine Kapelle bestanden haben. Sie ist über einer Quelle - dem Augenbründl - errichtet. Der Legende zufolge ist hier die Gottesmutter einer blinden Frau erschienen und hat sie auf die Quelle aufmerksam gemacht. Die Frau ist durch Waschen wieder sehend geworden. | BDA-Hist.: Q38056711 Status: § 2a Stand der BDA-Liste: 2025-06-30 Name: Gastegkapelle GstNr.: .1 Gastegkapelle                                                |
| ja   | Datei hochladen | Karner, Palästinakapelle HERIS-ID: 57490 Objekt-ID: 67592                 | Standort KG: Alm                        | Westlich der Kirche an der Friedhofsmauer steht die Palästinakapelle. Sie wurde 1872 von einem gewissen Johann Ebner zur Erinnerung an seine Heilig-Land-Reise von 1856 erbaut, um die vielen Andenken, die er aus dem Heiligen Land und aus Rom mitgebracht hatte, würdig aufstellen zu können. Die Kapelle ist aus Granit und Schiefer errichtet, trägt ein Türmchen aus Tuffsteinen und an der Front eine barocke Darstellung der Auferstehung. | BDA-Hist.: Q38076802 Status: § 2a Stand der BDA-Liste: 2025-06-30 Name: Karner, Palästinakapelle GstNr.: .38/2 Palästinakapelle                               |
| ja   | Datei hochladen | Friedhofskapelle HERIS-ID: 63410 Objekt-ID: 76072                         | Standort KG: Alm                        | Die kleine Friedhofskapelle stand ursprünglich an der Friedhofsmauer. Durch die in den letzten Jahren (um 2005) erfolgte Friedhofserweiterung, steht sie nun ganz zentral auf diesem Gottesacker. Sie wurde im Zuge der Erweiterung restauriert. | BDA-Hist.: Q38103149 Status: § 2a Stand der BDA-Liste: 2025-06-30 Name: Friedhofskapelle GstNr.: 103, 102 Friedhofskapelle (Maria Alm)                        |
| ja   | Datei hochladen | Kath. Pfarrkirche hl. Dreifaltigkeit HERIS-ID: 63417 Objekt-ID: 76079     | Urslaustraße 27 Standort KG: Hinterthal | Um etwa 1610 errichtet ein Bauer hier in der hintersten Urslau, auf der Au, eine Kapelle aus Holz. 1678 halfen die Bauern zusammen und errichteten eine etwas größere, gemauerte Kapelle. 1681 erhielt diese die Messlizenz für Werktagsmessen. Man nannte sie Gallikapelle, weil sie dem hl. Gallus geweiht war. Dieser Heilige passte sehr gut für Hinterthal, da damals die Gegend - so wird überliefert - unter einer Bärenplage schwer zu leiden hatte. Die heutige Kirche ist ein einfacher, rechteckiger Bau und hat auch rechteckige Fenster. Der Turm als Dachreiter trägt eine schön geschwungene Spitze. Den Eingang deckt ein breiter, gemauerter Vorbau, Obsten genannt. | BDA-Hist.: Q24106233 Status: § 2a Stand der BDA-Liste: 2025-06-30 Name: Kath. Pfarrkirche hl. Dreifaltigkeit GstNr.: .12 Pfarrkirche (Maria Alm-Hinterthal)   |
| ja   | Datei hochladen | Pfarrhof HERIS-ID: 52818 Objekt-ID: 60477                                 | Urslaustraße 31 Standort KG: Hinterthal | Der Pfarrhof in Hinterthal ähnelt sehr jenem in Maria Alm. Da die Kirche nur mehr eine Filialkirche von Maria Alm ist, wird das Gebäude auch nicht mehr als Pfarrhof genutzt. | BDA-Hist.: Q38054375 Status: § 2a Stand der BDA-Liste: 2025-06-30 Name: Pfarrhof GstNr.: 124/1 Pfarrhof (Maria Alm-Hinterthal)                                |